# Mara (banda)
Una mara és una banda de carrer i un grup de joves delinqüents a certs indrets d'Amèrica Llatina, en especial a Amèrica Central. L'ús del terme "mara" en català encara no es recull als diccionaris, malgrat cada cop està més estès el seu ús popular. Prové de l'apòcope de la paraula castellana "marabunta", grup de formigues migratòries que arrasen tot el que troben al seu pas.
La relació entre el terme "mara" i aquests grups d'animals és metafòrica. Fa referència a l'origen dels grups de delinqüència organitzada a diverses ciutats dels Estats Units d'Amèrica, principalment. Grups formats per joves llatinoamericans, provinents dels massius moviments migratoris de les dècades de 1950, 60 i 70, que no s'aturaven davant de res. Molts d'aquests joves delinqüents van ser deportats als seus països d'origen pel govern dels EUA, fet que va originar el naixement d'aquests grups a bona part d'Amèrica Llatina.

## El terme a Catalunya
A Catalunya el terme s'introdueix degut al fenomen migratori que es produeix en la darrera dècada del S.XX i la primera del S.XXI. Grups de joves immigrants provinents d'Amèrica Llatina no només introdueixen el seu ús, sinó que exporten la manera de fer d'aquests grups a territori català.
Segons Laura Etcharren, sociòloga i autora del llibre Esperando las maras. Estado embrionario en Argentina, les mares comencen a tenir presència no tal sols a la resta d'Amèrica Llatina, sinó també a Espanya, i en concret a Catalunya.

## El concepte mara
És freqüent fer servir el concepte mara com a sinònim de banda, malgrat no són exactament el mateix. Segons Pedro Gallego Martínez, expert en delinqüència juvenil i autor del llibre La mara al desnudo, les diferències són significatives, d'una banda l'activitat de les mares és molt més violenta que no pas el de les bandes llatines, i d'una altra les mares castiguen amb la mort a aquells que surten del grup sense l'autorització pertinent.

## Mares principals
Si bé les mares més conegudes són del Salvador, aquests grups s'estenen per tota Amèrica Central, un bon exemple són els Paisas a Hondures, desconeguts més enllà de les seves fronteres. La Mara Salvatrucha, o MS-13, o MS, neix a la ciutat de Los Angeles, exactament igual que la Mara Barrio 18. Amb la repatriació massiva de joves delinqüents per part del govern dels EUA que es practica en aquest país des del 1996, aquests s'arrelen als seu països d'origen, especialment al Salvador a causa del gran nombre d'immigrants deportats, però també a d'altres com Hondures, Guatemala i, en menor grau, Nicaragua.

## Causes subjacents
El fenomen de les mares és certament complex, tot i això les causes principals que les originen són clares: conflictes armats, pobresa, immigració i crisi  d'identitat.
Els conflictes armats en bona part d'Amèrica Central van originar un flux migratori de consideració cap als països del nord d'Amèrica, en especial cap als EUA i Mèxic. Paral·lelament bona part de la població té formació militar o paramilitar i ha viscut situacions d'extrema violència, joves, adolescents i nens van participar activament d'alguns d'aquests conflictes i encara avui l'Institut Interamericà del nen (IIN), dins del Programa de Promoció Integral dels Drets dels Nens (PRODER) continua denunciant la manca d'atenció que ha rebut aquesta realitat concreta. Per exemple:
- Guerra Civil del Salvador entre els anys 1980 i 1992.[13]
- Guerra civil a Guatemala que va durar 36 anys, des de 1960 fins a 1996.[17]
- Cops d'estat a Hondures el 1963 i el 1972.[17]
- Guerra Hondures-El Salvador (la "Guerra del Futbol"), de 1969.[18]
- Revolució Sandinista a Nicaragua entre els anys 1979 i 1990.[19]

La pobresa és un mal endèmic és part de la història d'aquesta zona del planeta, el colonialisme, els processos d'independència, el posterior neocolonialisme i els conflictes armats d'origen divers, han marcat els darrers cinc segles. La inestabilitat política, la manca de democràcia i l'alt grau de corrupció no han ajudat gens a millorar la situació d'una població profundament maltractada i acostumada a sobreviure i a patir contínues injustícies.

## Les mares i l'edat penal, la gran paradoxa
Els conflictes bèl·lics que van patir al S.XX aquests països van fer que la consciència col·lectiva prioritzés la protecció dels infants, la creació d'institucions nacionals i supranacionals amb aquest objectiu i la intervenció d'organismes internacionals especialitzats en les darreres dècades del s. XX en són un bon exemple. Però la proliferació de les mares i el fet que facin servir menors per a cometre delictes de tota classe buscant la impunitat de les seves activitats, ha provocat que l'edat penal en alguns d'aquests països hagi estat modificada recentment. Aquestes modificacions en l'edat penal no han aconseguit solucionar la problemàtica, més aviat al contrari, són nens i nenes més joves encara els que aquests grups fan servir per les seves activitats criminals. El debat a aquests països està servit i en l'actualitat són diverses les iniciatives legislatives i polítiques que miren d'endurir la responsabilitat penal dels menors.

## Les mares als mitjans de comunicació
El fenomen de les mares no ha tingut gran repercussió en els mitjans de comunicació social a casa nostra, en bona part degut a la llunyania de la problemàtica de les maras. Si bé cal assenyalar que el documental La vida loca sobre la Mara 18, va rebre el reconeixement de la crítica al Festival Internacional de cinema de Sant Sebastià, i el tràgic assassinat de l'autor a El Salvador, el fotoperiodista hispano-francès Christian Poveda, l'any 2008, va significar un gir important en aquesta tendència.
Des de l'any 2010 i degut a la preocupació de la possible implantació d'alguna mara a Catalunya, és freqüent trobar a la premsa escrita i en les seccions de successos referències a delictes comesos per grups de joves immigrants als quals es relaciona amb les mares.

## Mares a Hondures
A Hondures, una de les activitats delictives principals que fan les mares és l'extorsió, sobretot a transportistes (empreses de busos principalment) i a petites empreses i comerços. En aquest país s'hi han detectat 15 grups que fan extorsió: Els més importants són la pandilla 18, la mara salvatrucha, els Chirizos i els independents. A més a més, durant el 2015 també es van detenir membres de les mares "el Combo que no se deja", "los benjamines", "la Banda de la Mafia", els "Olanchanos", la "Banda del Río Blanquito", "los Terceros", "la Banda de los Transportistas", la "de los Copanecos", "la de Pinocho", "la Banda pechuga" i la "Banda de Scarfa".